# Krzysztof Kołtun
Krzysztof Kołtun (ur. 9 listopada 1958 w Chełmie) – polski poeta, prozaik, dziennikarz, antykwariusz, etnograf, poruszający tematykę Kresów Wschodnich, głównie Wołynia. 
Urodził się w rodzie wywodzącym się z Lubomla na Wołyniu. Poeta liryczny, autor dwudziestu ośmiu książek poetyckich. Prozaik, autor ośmiu książek, opisujących historię i kulturę Polaków na Wołyniu, tak z okresu ludobójstwa w 1943 r., jak i czasów późniejszych. Organizator Kongresów i Zjazdów Kresowian. Reprezentant Stowarzyszenia Pisarzy Polskich w Krakowie (od 1996). Założyciel Grupy Poetyckiej „Krzemień” w Chełmie (2010), kontynuującej przedwojenne tradycje Grupy Poetyckiej „Wołyń”.
Pomysłodawca i organizator ogólnopolskich konkursów poetyckich, skupiających rozproszone po świecie literackie środowiska kresowe i młode talenty. Do najbardziej znanych i najdłużej organizowanych konkursów należy Konkurs Poetycki „U Progu Kresów” (od 1998). Założyciel Towarzystwa Rodzin Kresowych (1988) i Nadbużańskiego Towarzystwa Kultury (1999). Laureat Literackich nagród: im. A. Patkowskiego (Sandomierz 1999), KAJA Kazimierza Andrzeja Jaworskiego (Chełm 2005), im. W. Hasiora Stowarzyszenia „Ars Populi” (Kraków-Zakopane 2005), wielu ogólnopolskich konkursów poetyckich. Reżyser i autor filmów na YouTube o tematyce wołyńskiej, współtwórca i autor strony www.rymacze.pl (2005). Przewodnik po Kresach, gość kresowych audycji radiowych. Zaangażowany w obronę kościołów i cmentarzy rzymskokatolickich na Wołyniu. Inicjator i pomysłodawca upamiętnień ludobójstwa Polaków na Wołyniu: Krzyża Wołyńskiego, Piety Wołyńskiej oraz kilku tablic martyrologicznych w Chełmie i okolicy.

## Twórczość

### Poezja
- Powrót (Kraków, 1984)
- Ojczyste ziele (Kraków, 1990)
- Dzwoneczek (Chełm, 1992)
- Pańska Dolina (Lublin, 1993)
- Kresowy wiśniowiersz (Lublin, 1993)
- Misterium z Wołynia (Kraków, 1998)
- Złoty szerszeń (Kraków, 1998)
- Wileńska łza czysta (Kraków, 1999)
- Szelest róży (Ostróg, 1999)
- Procesja pod koniec wieku (Kraków, 2000)
- Kresowe żurawie (wybór, Berlin, 2001)
- Poziomkowe listy (Kraków, 2001)
- Wołyńska litania (Ostróg, 2001)
- Żurawie zza Styru (Kraków, 2001)
- Słowiczy sad (Kraków, 2002)
- Zielnik chełmski (Chełm, 2003)
- Psałterz z Porycka (Kraków, 2005)
- Witraż lwowski (Kraków, 2006)
- Rodopis z Wołynia (Kraków, 2007)
- Wiśniowe zaoknie (Kraków, 2009)
- Anioł dwóch skrzydeł (Warszawa, 2010)
- Weselna noc (Chełm, 2011)
- Trzy grosze do wykupu (Chełm, 2013)
- Spóźniony Wieczerznik (Janów Lubelski, 2013)
- Prośba do wołyńskiej wody (Ostróg-Kraków, 2018)
- Jaskółcze lato na Wołyniu (Sandomierz, 2021)

### Proza
- Historia adwentowych pierników (Chełm, 2005)
- Bestialstwo UPA pod Lubomlem na Wołyniu TOM I (Lublin, 2016)
- Spalony kościół TOM II (Sandomierz, 2019)
- Ostatnie wesele TOM III (Sandomierz, 2020)
- Album Luboml i okolice w starej fotografii (Sandomierz, 2021)
- Zamordowany klasztor w Podkamieniu (Sandomierz, 2021)
- Pod wieżami Włodzimierza - Ukraińcy 1943-1944 (Sandomierz, 2022)
- Niewymordowane Anioły na Wołyniu (Sandomierz, 2023)